# Korneliusz Pacuda

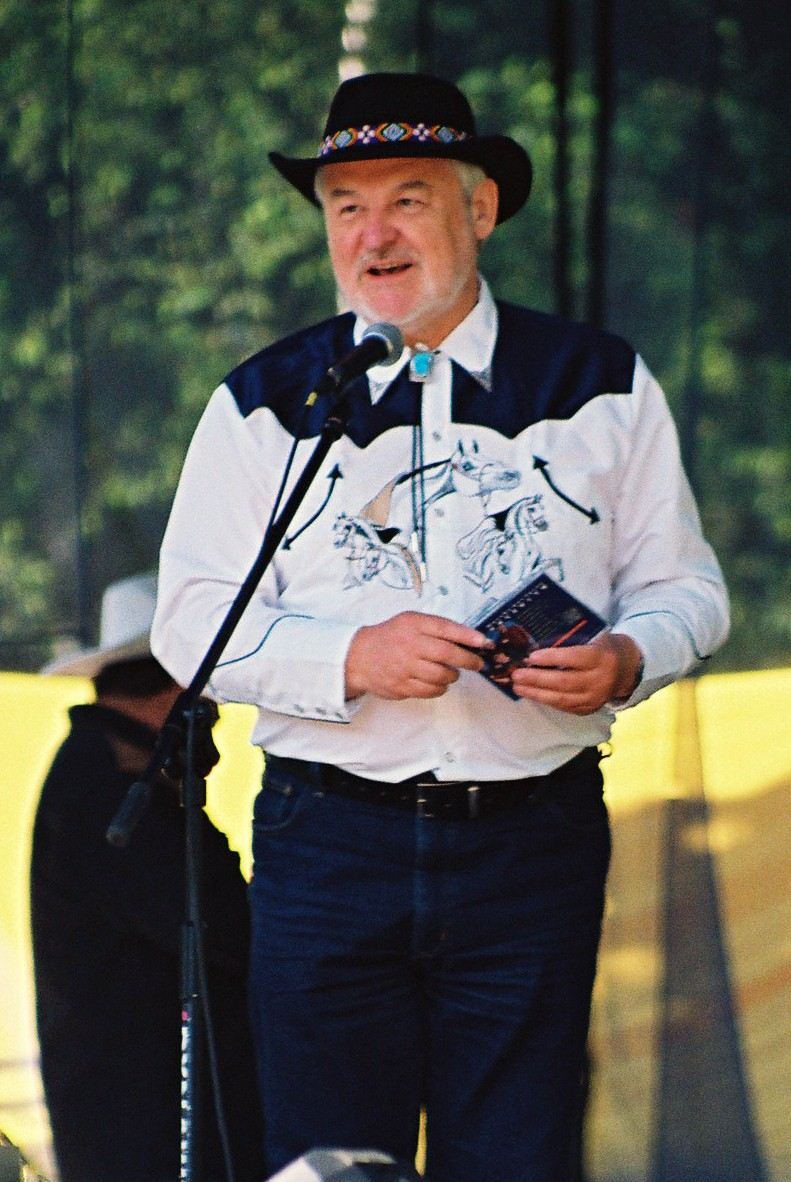
Na „XII Pikniku Country” w Dąbrowie Górniczej

Korneliusz Piotr Pacuda (ur. 16 września 1943 w Warszawie) – polski dziennikarz i krytyk muzyczny, popularyzator muzyki country. Twórca klubów bigbitowych przy Rozgłośni Harcerskiej w 1962 i Big Beat Clubu na SGPiS. Był zastępcą redaktora naczelnego Magazynu Muzycznego (do 1988) i odpowiedzialnym za repertuar wytwórni Wifon. Tamże producent składanek Clementine (1978) i 11 Ton (1982).
Inicjator powołania Stowarzyszenia Muzyki Country (1981), jego kilkukrotny prezes i prezes honorowy. Twórca w 1982 i od początku dyrektor artystyczny Międzynarodowego Festiwalu Piknik Country w Mrągowie, zwanego popularnie Piknikiem Country, a także innych tego typu imprez.

## Radio
Jest autorem kilku tysięcy audycji radiowych. Prowadził audycje w Programie 1 PR (Czy jest miejsce na country w Polsce?, Korek bez korka), Programie 3 PR (Naśladownictwo dozwolone, W Tonacji Trójki, Niedzielna Szkółka Muzyczna, Wszystkie drogi prowadzą do Nashville, Gitara, banjo i... country) i Radiu Katowice (Moja muzyka – country).
16 grudnia 2011 wrócił do Programu 1 PR. Prowadzi audycję Z Jedynką w drodze co drugi piątek od 00:05 do 03:00.
W Programie 2 Polskiego Radia od 2017 we wtorki prowadzi audycję Swingująca szafa.

## Telewizja
Prowadził programy telewizyjne z wyróżnikiem country: Country Ameryka (z Pawłem Karpińskim), Country Club (z Laco Adamíkiem) i Country Rodeo (z Waldemarem Strońskim). Reżyserował kilka dokumentalnych filmów muzycznych (m.in. Jarmark w Nashville) i widowisk (m.in. na Pikniku Country w Mrągowie).

## Twórczość
Pisze artykuły o tematyce muzycznej m.in. Galopem przez country and western (z Piotrem Zeydler-Zborowskim, „Jazz” 1968). Jest też autorem:
- komedii:
  - Gdzie jest kasa – komedia „saloonowa” w dwóch aktach z epilogiem (1999)
  - Dziadowska historia (2006)
- satyry politycznej Jak tatulek do polityki wstępował (2009) (Teatr Polskiego Radia – słuchowisko Tatulek, reż. Henryk Rozen, 2011)[4]
- pomysłu na musical i wspólnie z Krzysztofem Cedro autorem libretta musicalu Historia kowboja Martina Mroza (muzyka Robert Szymański)[5], o losach autentycznego polskiego kowboja Martina Mroza[6][7] z osady Panna Maria w Teksasie, zastrzelonego na zlecenie Johna Wesleya Hardina (2010)
- książki o country Drogi do Nashville, Wydawnictwo Afra, Wałbrzych 2003, ISBN 83-904542-5-4, jako audiobook została wydana przez Polskie Radio (2011)
- składanki muzycznej CD Duch Południa – Spirit of the South (Sony Music Entertainment Poland 2010)[8]

## Nagrody i wyróżnienia
Otrzymał tytuł „Najlepszy Prezenter Muzyki Country poza USA” – przyznany przez Country Music Association w Nashville (2000), jest honorowym obywatelem stanu Tennessee, Mrągowa i Leska, prezesem honorowym Stowarzyszenia Muzyki Country oraz członkiem honorowym klubu Rotary RC Polanica-Zdrój.Podczas 42. Pikniku Country & Folk w Mrągowie 29 lipca 2023, z okazji 80. rocznicy jego urodzin, odbyło się multimedialne widowisko, stanowiące benefis "Korka" pt. „Dwudziestka do setki”. Urodzinowy koncert rozpoczął dyrektor Programu I Polskiego Radia Marcin Kusy, wręczając jubilatowi Złotą Płytę za całokształt pracy dziennikarskiej i twórczej.

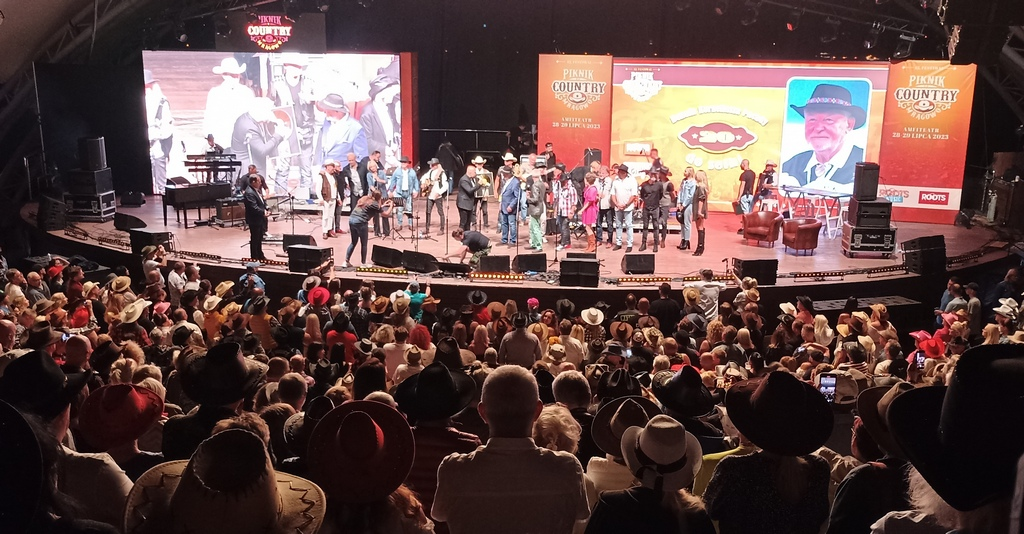
Wręczenie Złotej Płyty z okazji 80. urodzin Korneliusza Pacudy

## Polityka
Bez powodzenia kandydował w 2004 do Parlamentu Europejskiego z listy Inicjatywy dla Polski (był członkiem tej partii) oraz w 2006 do rady m.st. Warszawy z ramienia Platformy Obywatelskiej.